# CI y la riqueza de las naciones
IQ and the Wealth of Nations (literalmente en español, CI y la riqueza de las naciones) es un libro controvertido de 2002 escrito en inglés por el Dr. Richard Lynn, profesor emérito de Psicología de la Universidad del Ulster, Irlanda del Norte; y por el Dr. Tatu Vanhanen, catedrático emérito de Ciencias Políticas en la Universidad de Tampere, Tampere, Finlandia. El libro sostiene que las diferencias en los ingresos nacionales, en forma de producto interior bruto per cápita (renta per cápita), se correlacionan con las diferencias en la media nacional del cociente intelectual (CI, en inglés intelligence quotient o IQ). Los autores interpretan esta correlación como muestra de que el CI es un factor importante que contribuye a las diferencias entre las riquezas nacionales y las tasas de crecimiento económico, pero que no es el único factor determinante de estas diferencias. Los datos utilizados, la metodología empleada y las conclusiones obtenidas han sido criticados.
El libro de 2006 IQ and Global Inequality es una continuación de IQ and the Wealth of Nations.
Para tener en cuenta el Efecto Flynn (incremento del cociente intelectual con el tiempo), los autores ajustaron los resultados de estudios anteriores.

## Resumen

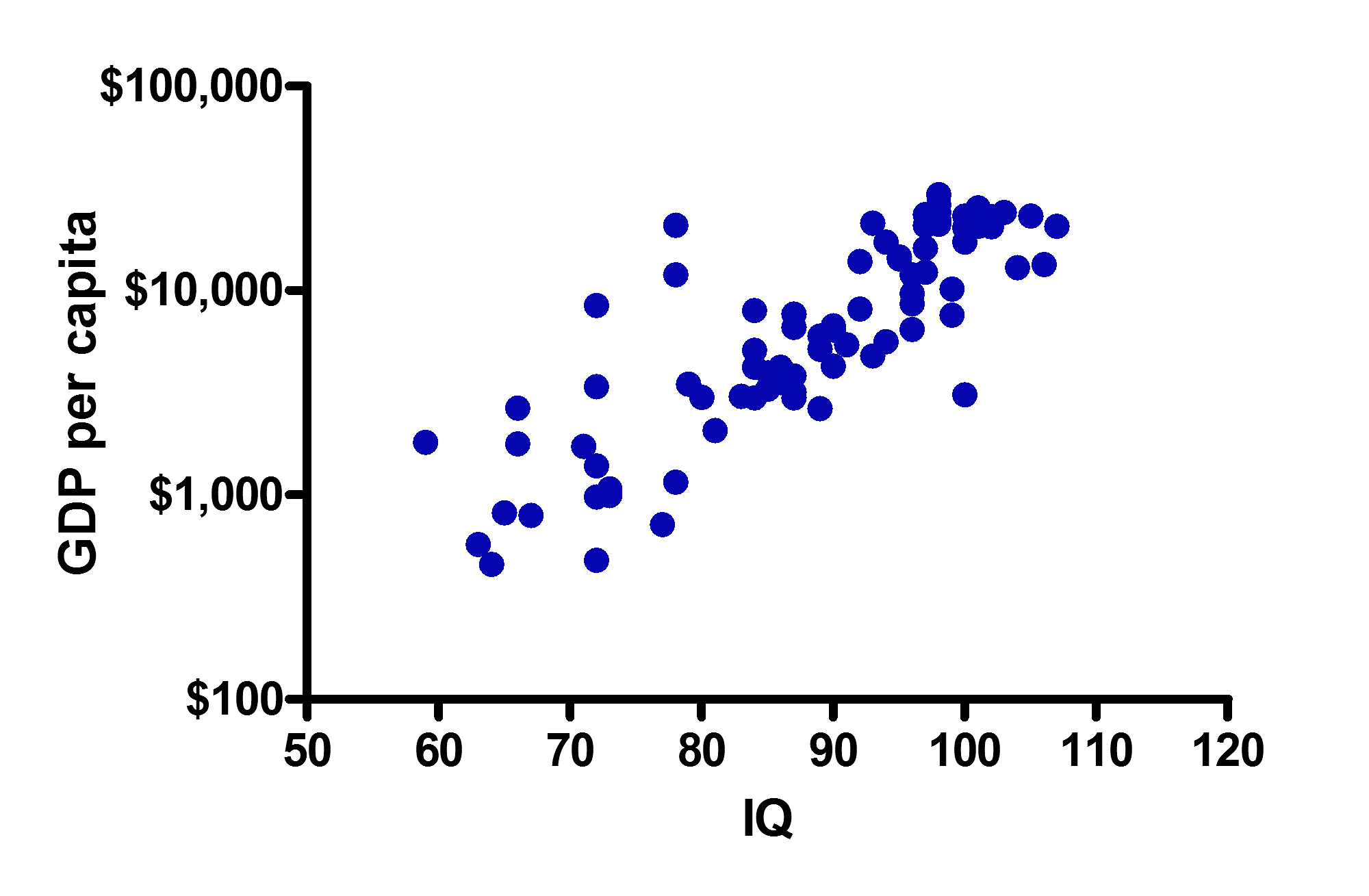
El libro IQ and the Wealth of Nations muestra que hay correlación entre la media de CI y la renta per cápita de los países. Este diagrama de dispersión muestra gráficamente la relación entre ambos parámetros, según los datos empleados por los autores del libro.

El libro incluye el cálculo de los autores de la media de CI de 81 países, basado en su análisis de varios informes publicados. En él se indica la observación de los autores sobre que la media nacional de CI tiene una correlación de 0,82 con el producto interior bruto per cápita; y una correlación de 0,64 con la tasa de crecimiento económico desde 1950 hasta 1990. 
Los autores muestran que las diferencias de CI promedio entre las naciones se deben tanto a factores genéticos como a factores económicos. También creen que un PIB bajo puede causar un CI bajo, así como un cociente intelectual bajo puede causar un bajo PIB (véase realimentación positiva).
Los autores escriben que es responsabilidad ética de los ricos, los países con elevados CI, el ayudar financieramente a los pobres, las naciones de bajo CI. 
El libro fue citado varias veces en la prensa popular, como el periódico conservador británico The Times.[cita requerida] Según algunos detractores, el trabajo ha recibido mucha publicidad en Finlandia debido a que el coautor Tatu Vanhanen es padre de Matti Vanhanen, en su momento primer ministro de Finlandia. Por ello, su trabajo ha recibido amplia publicidad en Finlandia.

## Cociente estimado según países

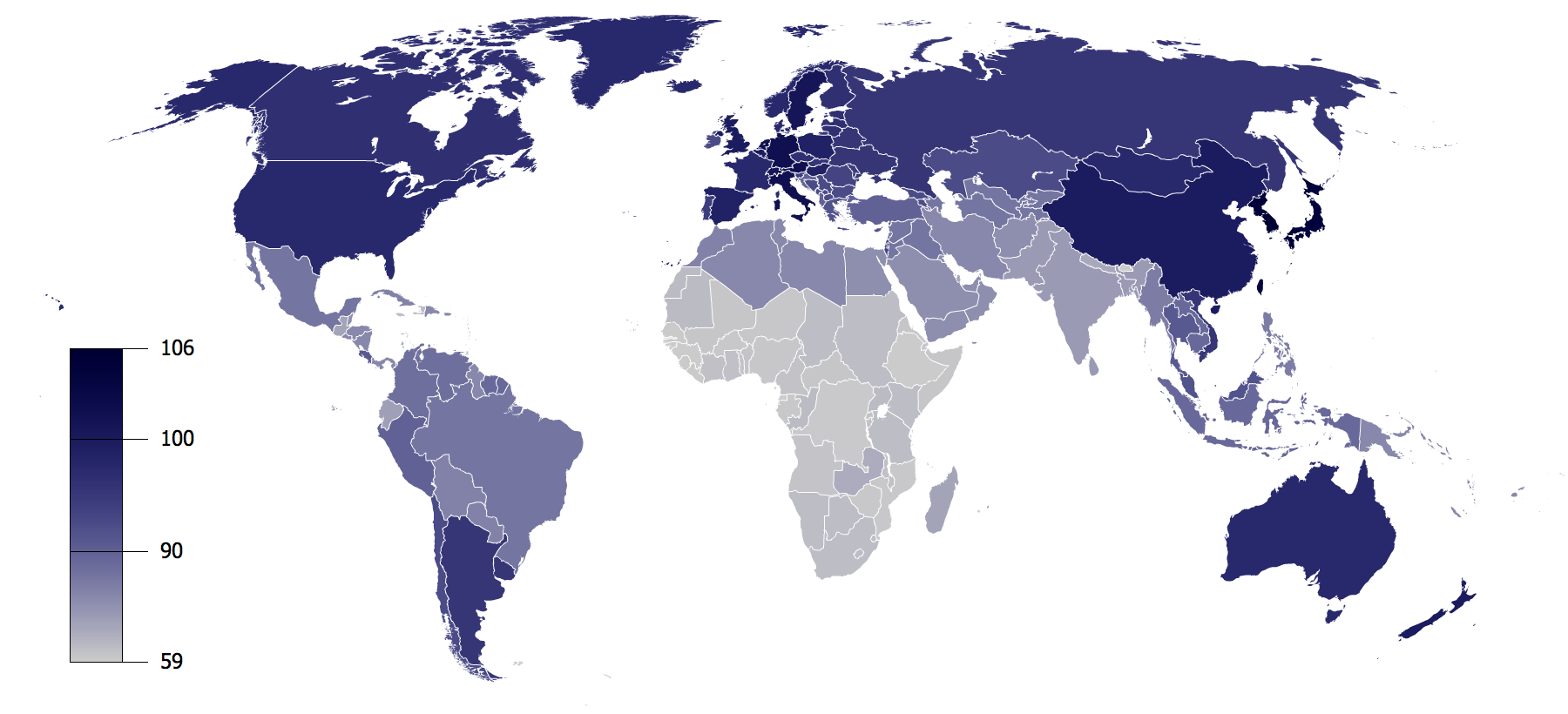
Mapa mostrando los valores promedio de CI, tal como se presenta en el libro IQ and the Wealth of Nations.

Cocientes intelectuales nacionales promedio basados en los estudios de los profesores Lynn y Vanhanen. Esta información figura en el libro IQ and the Wealth of Nations (CI y la riqueza de las naciones) de Richard Lynn y Tatu Vanhanen.
| Posición | País           | CI Promedio |
| -------- | -------------- | ----------- |
| 1        | Hong Kong      | 107         |
| 2        | Corea del Sur  | 106         |
| 3        | Japón          | 105         |
| 4        | Taiwán         | 104         |
| 5        | Austria        | 102         |
| 5        | Italia         | 102         |
| 5        | Países Bajos   | 102         |
| 5        | Alemania       | 102         |
| 9        | Suecia         | 101         |
| 9        | Suiza          | 101         |
| 11       | Bélgica        | 100         |
| 11       | China          | 100         |
| 11       | Nueva Zelanda  | 100         |
| 11       | Reino Unido    | 100         |
| 11       | Singapur       | 100         |
| 16       | España         | 99          |
| 16       | Hungría        | 99          |
| 16       | Polonia        | 99          |
| 19       | Australia      | 98          |
| 19       | Dinamarca      | 98          |
| 19       | Estados Unidos | 98          |
| 19       | Francia        | 98          |
| 19       | Mongolia       | 98          |
| 19       | Noruega        | 98          |
| 25       | Canadá         | 97          |
| 25       | Finlandia      | 97          |
| 25       | R. Checa       | 97          |
| 28       | Uruguay        | 96          |

| Posición | País       | CI Promedio |
| -------- | ---------- | ----------- |
| 28       | Eslovaquia | 96          |
| 28       | Rusia      | 96          |
| 28       | Argentina  | 94          |
| 32       | Eslovenia  | 94          |
| 32       | Portugal   | 94          |
| 34       | Israel     | 94          |
| 34       | Rumania    | 94          |
| 36       | Eslovenia  | 93          |
| 36       | Irlanda    | 93          |
| 36       | Chile      | 93          |
| 38       | Grecia     | 92          |
| 38       | Malasia    | 92          |
| 40       | Tailandia  | 91          |
| 41       | Croacia    | 90          |
| 41       | Perú       | 90          |
| 41       | Turquía    | 90          |
| 44       | Indonesia  | 89          |
| 44       | Surinam    | 89          |
| 46       | Colombia   | 88          |
| 47       | Brasil     | 87          |
| 47       | Irak       | 87          |
| 47       | México     | 87          |
| 47       | Samoa      | 87          |
| 47       | Tonga      | 87          |
| 52       | Filipinas  | 86          |
| 52       | Líbano     | 86          |
| 54       | Cuba       | 85          |
| 54       | Marruecos  | 85          |
| 56       | Fiyi       | 84          |

| Posición | País              | CI Promedio |
| -------- | ----------------- | ----------- |
| 56       | Irán              | 84          |
| 56       | Islas Marshall    | 84          |
| 56       | Puerto Rico       | 84          |
| 60       | Egipto            | 83          |
| 61       | India             | 81          |
| 62       | Ecuador           | 80          |
| 63       | Guatemala         | 79          |
| 64       | Barbados          | 78          |
| 64       | Catar             | 78          |
| 64       | Nepal             | 78          |
| 67       | Zambia            | 77          |
| 68       | R. Congo          | 73          |
| 68       | Uganda            | 73          |
| 70       | Jamaica           | 72          |
| 70       | Kenia             | 72          |
| 70       | Sudáfrica         | 72          |
| 70       | Sudán             | 72          |
| 70       | Tanzania          | 72          |
| 75       | Ghana             | 71          |
| 76       | Nigeria           | 67          |
| 77       | Zimbabue          | 66          |
| 78       | R. D. Congo       | 65          |
| 79       | Sierra Leona      | 64          |
| 80       | Etiopía           | 63          |
| 80       | Guinea            | 63          |
| 82       | Guinea Ecuatorial | 59          |